# داني غريفين (لاعب كرة قدم)
داني غريفين (بالإنجليزية: Danny Griffin)‏ هو لاعب كرة قدم أمريكي في مركز الوسط، ولد في 14 يوليو 1998 في Wethersfield, Connecticut ‏ في الولايات المتحدة. لعب مع بيتسبورغ ريفرهوندز.